# Phytobia pansa
Phytobia pansa är en tvåvingeart som beskrevs av Mitsuhiro Sasakawa 1996. Phytobia pansa ingår i släktet Phytobia och familjen minerarflugor. Inga underarter finns listade i Catalogue of Life.